# كين فريمان (ملحن)
كين فريمان (بالإنجليزية: Ken Freeman)‏ هو ملحن بريطاني، ولد في 1947.

## وصلات خارجية
- كين فريمان على موقع IMDb (الإنجليزية)
- كين فريمان على موقع ميوزك برينز (الإنجليزية)
- كين فريمان على موقع ديسكوغز (الإنجليزية)